# خواب آفریقا رو دیدم
خواب آفریقا رو دیدم (به انگلیسی: I Dreamed of Africa) فیلمی است محصول سال ۲۰۰۰ و به کارگردانی هیو هادسن است. در این فیلم بازیگرانی همچون کیم بسینگر، وینسنت پرز، اوا ماری سنت، دنیل کریگ، لیام ایکن و لنس ردیک ایفای نقش کرده‌اند.